# Knoxia rosettifolia
Knoxia rosettifolia är en måreväxtart som beskrevs av Geddes. Knoxia rosettifolia ingår i släktet Knoxia och familjen måreväxter.
Artens utbredningsområde är Thailand. Inga underarter finns listade i Catalogue of Life.